# Rattus timorensis
Rattus timorensis — один з видів гризунів роду пацюків (Rattus).

## Поширення
Цей вид відомий тільки по живих тваринах, спійманих в 1990 році поблизу вершини Гунунг Мутіс, Західний Тимор, Індонезія на 1900 м. Зразки спіймані в гірських тропічних лісах.

## Морфологія
Гризуни середнього розміру, завдовжки 157 мм, хвіст — більше 77 мм, стопа — 30 мм, вуха — 20,5 мм, вага до 112 г.

## Зовнішність
Відтінок спини коричнево-оливковий, вона покрита окремими довгими темнішими волосками, а вентральні частини — світло-охряні. Вуха короткі, округлі, з темно-сірою шкірою, зовні покриті маленьким темним волоссям, є й світліші. Спинки лапок сірі, боки білі. Хвіст двоколірний, темно-сірий зверху і білий внизу, з 14 лусковими кільцями на сантиметр. У самок є пара післяпахвових сосків і дві пахові пари.

## Загрози та охорона
Основна загроза — це значна втрата середовища проживання через вирубки лісів у поєднанні зі спалюванням лісу.